# Caterpillar (Lied)
Caterpillar (englisch für „Raupe“) ist ein Lied des US-amerikanischen Rappers Royce da 5′9″, das er zusammen mit den Rappern King Green und Eminem aufnahm. Der Song ist die vierte Singleauskopplung seines siebten Studioalbums Book of Ryan und wurde am 3. Mai 2018 veröffentlicht.

## Inhalt
In Caterpillar werden die zahlreichen modernen Rapper angeprangert, welche die Spitze der Charts erreichen und sich alle als Nummer eins sehen. Royce da 5′9″ kritisiert diese, da sie nicht vergessen sollten, wer die Vorreiter im Rap waren, denen sie ihren heutigen Erfolg mitunter zu verdanken hätten und dass dieser schnell vergehen könne. Dabei verwendet er die Metapher der Entwicklung von einer Raupe zum Schmetterling, wobei seine Generation die Raupe darstellt und die modernen Rapper durch den Schmetterling verkörpert werden. Auch Eminem greift die neue Rap-Generation scharf an, unter Verwendung vieler Wortspiele, Vergleiche, Metaphern und Punchlines. Im Intro des Liedes ist der Auszug einer Rede des Musikers Gil Scott-Heron zu hören.
| Liedteil   | Künstler        |
| Intro      | Gil Scott-Heron |
| Refrain    | King Green      |
| 1. Strophe | Royce da 5′9″   |
| 2. Strophe | Royce da 5′9″   |
| 3. Strophe | Eminem          |

“This right here for the number one

Number ones here with your number one

You ain’t number one, just another one

Now everybody sayin’ that they number one

Ring the alarm, the caterpillar keeps firing

Ohh, we in the war, where butterflies keep dyin’”

## Produktion
Der Song wurde von den US-amerikanischen Musikproduzenten S1 und Epikh Pro produziert. Beide fungierten neben Royce da 5′9″, King Green und Eminem auch als Autoren.

## Musikvideo
Bei dem zu Caterpillar gedrehten Musikvideo führte der Regisseur James Larese (von Syndrome) Regie. Es feierte am 3. Mai 2018 Premiere und verzeichnet auf YouTube über 50 Millionen Aufrufe (Stand August 2020).
Das Video ist größtenteils in Schwarz-weiß gehalten, mit vereinzelten roten Elementen. Royce da 5′9″ trägt eine weiße Jacke des Basketball-Teams Detroit Pistons und rappt seine Strophen in die Kamera, während zahlreiche Zeichnungen, Animationen und Teile des Texts im Bild zu sehen sind. Eminem steht derweil regungslos neben ihm. Anschließend rappt Eminem seine Strophe, ebenfalls begleitet von Zeichnungen, Animationen und Textteilen, während nun Royce reglos neben ihm steht.

## Chartplatzierungen
Caterpillar erreichte Platz 13 der Bubbling Under Hot 100 Charts in den Vereinigten Staaten, verpasste also die dortigen Top 100 knapp. In anderen Ländern konnte es sich nicht in den Charts platzieren.